# 武洛社
武洛社（荷蘭語：Vurak），是台灣平埔族在屏東平原鄰近大武山麓的古部落名，屬馬卡道族鳳山八社之一。1722年黃叔璥所著《台海使槎錄》〈番俗六考·卷七·南路鳳山番一〉記載：「武洛社（一名大澤機、一名尖山仔）」。

## 歷史
荷治1636年12月20日《熱蘭遮城日誌》記載搭加里揚社東邊山區有七村落主動向荷蘭人談和，其中有一村落記載為；1647年以後的《荷蘭時代的台灣番社戶口表》「南部集會區（Verrovorongh）」記載有。學者簡炯仁認為這些荷蘭記錄中的村落就是清代文獻中的大澤機。
在1722年之前的清代文獻，都將武洛社記載為「大澤機（磯）」。1722年《台海使槎錄》及1762年《重修鳳山縣志》開始記載為「武洛社（一名大澤機、一名尖山仔）」，隨後文獻多記為武洛，大澤機漸漸在文獻中消失。
日治之後大多數的學者認為武洛社舊址位在約今之屏東縣里港鄉武洛；1910年完成的《熟蕃戶口及沿革調查綴》認為武洛社位在阿里港街。學者李國銘根據1762年《重修鳳山縣志》記載武洛社離縣城60里，阿里港街離縣城50里，故認為武洛社與阿里港街是不同的兩個聚落；李國銘又認為武洛社在文獻中被記載為「逼近傀儡山」，鳳山縣東西寬65里、武洛社離縣城60里，武洛社眾唱歌「傀儡生番」可聞，可見武洛社離大武山麓不遠，武洛社在今武洛的說法也很可疑。
1701年康熙中葉，客家人數姓來到屏東里港的荖濃溪南岸，向平埔族武洛社租地，開墾了武洛庄，李國銘推測武洛社本社的位置比租地給客家人的武洛庄更靠近山邊；:80十八世紀後葉的三幅清代原漢界址輿圖（《御製圖》、《中研圖》、《紫線圖》），武洛社都標示在鄰近阿里港（今里港），遠離中央山脈，可能武洛社位置與十八世紀中葉之前已有不同；:158-159學者施添福認為舊社在田仔庄舊南勢附近（今高樹鄉南華），鄰近中央山脈。:45客家人數姓進入武洛庄拓墾，並成為其東往大路關，北往美濃的基地。後來乾隆年間屯番制將許多武洛族人遷往加蚋埔。清末，頂武洛因洪水廢庄，殘餘的社眾可能移往鹽埔鄉彭厝。今里港鄉茄苳村武洛已經找不到任何有關平埔族的遺跡。

## 考據
縱然《台海使槎錄》記載：「武洛社（一名大澤機、一名尖山仔）」，簡炯仁卻認為武洛社與大澤機社為不同部落，此大澤機為地名，以大澤機溪為名，與荷治時期《番社戶口表》就出現，逼近傀儡山的大澤機社為不同社群。此外，《台灣府志》關於大澤機社與塔樓社之距離紀載亦和武洛與塔樓之間的距離有出入。最後，就蔦松文化之分布顯示，尖山仔應在今美濃鎮境內，武洛社平埔族可能是從該地遷移過來的。其他學者認為兩者為同一聚落，或為支社，符合文獻中「武洛社逼近傀儡山」的地理條件。

## 風俗
武洛社人口雖不多，但因逼近生番，民風剽悍。《番俗六考》記載:「武洛社，性鷙悍，逼近傀儡山，先是傀儡生蕃，欺其社小人微，欲滅之，士官糾集社蕃，往鬥大敗生蕃，戮其眾無算，由是傀儡攝服，不敢窺境，其子孫作歌以頌祖功，冬春捕鹿採薪，群歌相和，音極亢烈，生蕃聞之，知為武洛社蕃，無敢出以攖其鋒者。」另有《阿猴武洛詩》傳述：武洛社以茅草蓋屋，處處皆竹編圍牆，居民奏樂嚼檳榔，也懂耕種。古籍亦記有《武洛頌祖歌》傳世。